# Kisfaludysällskapet

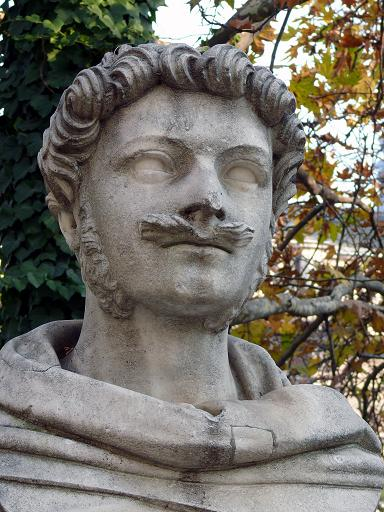
Staty över Kisfaludy utanför nationalmuseet i Budapest.

Kisfaludysällskapet (ungerska: Kisfaludy Társaság) var en skönlitterär förening i Budapest, stiftad 1836 och upplöst 1956.
Kisfaludysällskapet stiftades till åminnelse av skalden Károly Kisfaludy. Då nämligen av skaldens lärjungar och vänner en insamling gjorts för resandet av ett monument över denne, fick man efter vårdens fullbordan 5 000 gulden i överskott. Räntan därav anslogs till pris för estetiska avhandlingar och vittra verk. Penningbeloppet fick snart en betydande tillväxt genom gåvor och försäljningssumman för Kisfaludys samlade verk. Kretsen av medlemmar utvidgades, Ungerns bästa skriftställare fanns bland dem, och de årligen utdelade prisen bidrog att framkalla arbeten av värde. Kisfaludysällskapet utgav årsböcker (Kisfaludy-társaság évkönyvei). Det föranstaltade även om upplagor av märkliga ungerska litteraturalster, samt översättningar av antika och moderna mästerverk och hade i början av 1900-talet närmast rangen av en ungersk litterär akademi.
Kisfaludysällskapets högtidsdag firades på Karoly Kisfaludys födelsedag den 6 februari.